# Xã Marcy, Quận Boone, Iowa
Xã Marcy (tiếng Anh: Marcy Township) là một xã thuộc quận Boone, tiểu bang Iowa, Hoa Kỳ. Năm 2010, dân số của xã này là 1.259 người.